# Epidendrum cremersii
Epidendrum cremersii är en orkidéart som beskrevs av Eric Hágsater och Luis M. Sánchez. Epidendrum cremersii ingår i släktet Epidendrum och familjen orkidéer.
Artens utbredningsområde är Franska Guyana. Inga underarter finns listade i Catalogue of Life.